# Goniatite
Goniatitida
Ordre
Sous-ordres de rang inférieur
- †Adrianitina Leonova 2002
- †Cyclolobina Leonova 2002
- †Goniatitina Hyatt 1884
- †Tornoceratina Wedekind 1918

Les Goniatitida (ou goniatitesen français) sont un ordre de la sous-classe des Ammonoidea (qui comprend également les Ceratitida et les Ammonitida ou ammonites « vraies » du Mésozoïque). Les goniatites sont apparues au début du Dévonien (il y a environ 400 millions d'années). Elles connurent leur développement maximal au Carbonifère et au Permien et disparurent à la fin de cette période, il y a 251 millions d'années (Extinction du Permien).

## Historique
L'ordre des Goniatitida est décrit en 1884 par le paléontologue et naturaliste américain Alpheus Hyatt (1838-1902).

### Fossiles
Selon Paleobiology Database en 2025, cet ordre des Goniatitida a trois-mille-deux-cent-neuf collections référencées de fossiles. Ces collections de fossiles sont de l'Emsien supérieur du Dévonien inférieur au Santonien du Crétacé supérieur, c'est-à-dire datent de 402,5 à 83,6 Ma avant notre ère.

### Sous-ordres selon PaleoDB
Selon Paleobiology Database en 2025, cet ordre des Goniatitida a quatre sous-ordres :
- †Adrianitina Leonova 2002
- †Cyclolobina Leonova 2002
- †Goniatitina Hyatt 1884
- †Tornoceratina Wedekind 1918[1].

## Description et caractéristiques
Les goniatites possédaient une coquille caractéristique, dont les chambres étaient séparées par des sutures en zigzag. L'animal vivait dans la chambre la plus grande, et les autres, remplies de gaz, avaient un rôle hydrostatique : Comme les ammonites, les goniatites nageaient en pleine eau. Elles possédaient deux yeux bien développés et des tentacules.
Les goniatites sont de taille réduite, dépassant rarement 15 cm de diamètre, et faisant souvent moins de 5 cm. Leur coquille est toujours enroulée dans un seul plan ; sa forme suggère que la plupart devaient plutôt mal nager.

## Biotope
Les goniatites vivaient dans des mers de salinité normale, comme les autres céphalopodes. Elles étaient plus abondantes sur les plateaux continentaux, à des profondeurs moyennes, qu'au large ou directement près des côtes. On ignore de quoi elles se nourrissaient : leurs fossiles en parfait état sont rares et l'examen de leur estomac n'a pas donné de résultats indiscutables. Cependant l'absence de mâchoire calcifiée comparable à celle des ammonites plus tardives exclut un régime de coquillages ou d'animaux à carapaces dures.
Les goniatites sont relativement courantes en Amérique du Nord, Europe, Afrique du Nord et Australasie, dans des zones qui étaient à l'époque tropicales ou subtropicales. Plusieurs d'entre elles sont des fossiles stratigraphiques importants.

## Liste des sous-ordres et super-familles
Selon BioLib (27 décembre 2017) :
- sous-ordre Goniatitina †
  - super-famille Adrianitoidea Schindewolf, 1931 †
  - super-famille Cycloloboidea Zittel, 1895 †
  - super-famille Dimorphoceratoidea Hyatt, 1884 †
  - super-famille Gastrioceratoidea Hyatt, 1884 †
  - super-famille Goniatitoidea Haan, 1825 †
  - super-famille Gonioloboceratoidea Spath, 1934 †
  - super-famille Marathonitoidea Ruzhencev, 1938 †
  - super-famille Neodimorphoceratoidea Furnish & Knapp, 1966 †
  - super-famille Neoglyphioceratoidea Plummer & Scott, 1937 †
  - super-famille Neoicoceratoidea Hyatt, 1900 †
  - super-famille Nomismoceratoidea Librovitch, 1957 †
  - super-famille Pericycloidea Hyatt, 1900 †
  - super-famille Popanoceratoidea Hyatt, 1900 †
  - super-famille Schistoceratoidea Schmidt, 1929 †
  - super-famille Shumarditoidea Plummer & Scott, 1937 †
  - super-famille Thalassoceratoidea Hyatt, 1900 †
- sous-ordre Tornoceratatina Wedekind, 1914 †
  - super-famille Dimeroceratoidea Hyatt, 1884 †
  - super-famille Prionoceratoidea Hyatt, 1884 †
  - super-famille Pseudohaloritoidea Ruzhencev, 1957 †
  - super-famille Tornoceratoidea Arthaber, 1911 †